# Miszyno (obwód lipiecki)
Miszyno (ros. Мишино) – wieś (ros. деревня, trb. dieriewnia) w zachodniej Rosji, centrum administracyjne sielsowietu łomigorskiego rejonu wołowskiego w obwodzie lipieckim.

## Geografia
Miejscowość położona jest w dorzeczu rzeki Kszeń, 13 km od centrum administracyjnego rejonu (Wołowo), 130 km od stolicy obwodu (Lipieck).
W granicach miejscowości znajdują się ulice: Centralnaja, Mołodiożnaja, Pocztowaja.

## Demografia
W 2012 r. miejscowość zamieszkiwały 244 osoby.